# Johann Theodor Peek

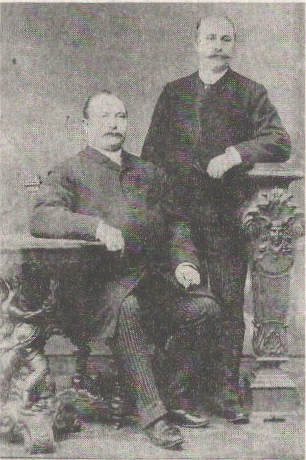
Johann Theodor Peek en Heinrich Cloppenburg (voor 1900)

Johann Theodor Peek (Grönheim bij Cloppenburg, 2 mei 1845 - Berlijn, 11 december 1907) was een Duits ondernemer.

## Herkomst
Johann Theodor Peek werd als jongste van acht kinderen van zijn ouders Jan Wilhelm Peek (1796-1859) en Maria Elisabeth Peek (overl. 1884) te Grönheim, gemeente Molbergen geboren. Zijn  oudste broer Gerd Wilm Peek (* 1826) nam de boerderij met café van zijn ouders over.  Diens nakomelingen baten deze als Gaststätte Peek tot op de huidige dag nog uit.

## Ondernemers in Nederland
Johann Theodor Peek daarentegen verliet de ouderlijke boerderij en ontmoette in 1866 of 1867 een man uit dezelfde streek, Heinrich Cloppenburg (1844–1922). In 1868 of reeds eerder waren beiden in Nederlandse manufacturenzaken in Zwolle en Rotterdam als leerling actief. Hun leertijd was zwaar, maar beiden schrokken er niet voor terug, hun klanten in omliggende dorpen te bezoeken.
De beide mannen richtten in 1869 samen te Rotterdam een Nederlandse textielwinkel op onder de naam  „Peek & Cloppenburg“. De zaak begon bescheiden, maar was financieel solide , zodat ze de aanloopproblemen, die ieder bedrijf ondervindt, de baas konden blijven. Bij de verdere ontwikkeling konden de jonge ondernemers terugvallen op vrienden en familieleden, die zij deels uit hun Oldenburgse vaderland over lieten komen, terwijl zij enkelen ook in Nederland ontmoetten. Amper 20 jaar na de oprichting van de eerste winkel in Rotterdam bestonden reeds filialen te Amsterdam, Den Haag, Breda, Leeuwarden, Groningen, Haarlem, Leiden en Utrecht.

## Ondernemers in Duitsland
In 1900 richtten ze een aparte vennootschap op in Duitsland, ook „Peek & Cloppenburg“ geheten, en openden in 1901 een eerste filiaal in Düsseldorf.
De oudste zoon van Heinrich Cloppenburg was James Cloppenburg. Deze richtte nog in 1901 een zaak op te Berlijn. Deze fuseerde in of voor 1911 met de firma van zijn vader tot wat uiteindelijk Peek & Cloppenburg (Düsseldorf)  zou worden.
Johann Theodor Peek stierf in 1907 in Berlijn, Duitsland, in het St. Hedwig Ziekenhuis. De oprichting van nog een andere naar hem genoemde zaak, Peek & Cloppenburg (Hamburg) in 1911 maakte hij dus niet meer mee.

## Familie
Zijn echtgenote Maria Henrica Geertruida Peek, geb. Geuien had hij op 17 augustus 1871 te Gendringen getrouwd. Het paar woonde te Utrecht. Zij kregen negen kinderen:
- Theodorus Lambertus Johannes Peek (1872–)
- Henricus Wilhelmus Antonius (1873–1920)
- Johannes Gerhardus Henricus Peek (1875–)
- Wilhelm August Maria Peek (1877–1933)
- Maria Bernardina Johanna Theodora Peek (1879–1937),[5] zij trouwde in 1901  met de al genoemde James Cloppenburg (1877–1926). Hun zoon James Cloppenburg jr. (1902–1986) werd zo de gemeenschappelijke kleinzoon van beide eerste firmanten.
- Elisabeth Maria Hermina Catharina Peek (1881–1885)
- Anton Johann Bernard Maria Peek (1883–1932), hij trouwde in 1912 met Francisca Johanna Maria Dreesmann, dochter van V&D-oprichter Anton Dreesmann.
- Anna Maria Alphonsa Peek (1885–1956), zij trouwde in 1908 met Willem Dreesmann, oudste zoon van Anton Dreesmann.
- Levenloze zoon (1888)

Nazaten van bovenstaande personen zijn tot 1999 in de Peek & Cloppenburg-bedrijven, met name die in Duitsland, werkzaam gebleven.